# 333 Bush Street
333 Bush Street és un gratacels d'ús mixt de 43 pisos i 151 m (495 peus) situat al carrer Bush al districte financer de San Francisco, (Califòrnia). L'edifici es va acabar el 1986 i va ser dissenyat per Skidmore, Owings & Merrill i conté oficines comercials, així com set pisos de condominis residencials de propietat individual. És un dels 39 edificis alts de San Francisco que el Servei Geològic dels Estats Units.

## Historial de propietat recent
El 2009, els propietaris de la torre, Hines i Sterling American Property, van perdre la propietat dels seus prestadors després que l'arrendatari principal, el despatx multinacional d'advocats Heller Ehrman es va declarar en fallida i va incompliment del pagament del lloguer deixant la propietat un 65 per cent vacant. El 2013, l'edifici va ser comprat per una empresa conjunta de Massachusetts Pension Reserves Investment Management Board i DivcoWest Properties per 275 milions de dòlars EUA. El 2015, la propietat va ser adquirida per Tishman Speyer per 380 milions de dòlars.